# Roptrocerus brevicornis
Roptrocerus brevicornis är en stekelart som beskrevs av Thomson 1878. Roptrocerus brevicornis ingår i släktet Roptrocerus och familjen puppglanssteklar. Arten är reproducerande i Sverige. Inga underarter finns listade i Catalogue of Life.